# Vicolais
Le Vicolais est une région naturelle de France située dans l'ouest de la Corse, autour du bourg de Vico.

## Géographie

### Situation
Le Vicolais désigne la partie septentrionale de la Corse-du-Sud. Ce secteur s'étale jusqu'à la mer Méditerranée à l'ouest, depuis la chaîne de montagnes centrale qui divise l'île en deux. Il s'appuie sur les massifs du Monte Cinto et surtout du Monte Rotondo et occupe l'essentiel de la façade maritime de l'île entre Calvi et Ajaccio.
Il correspond grossièrement à l'ancien arrondissement de Vico, historiquement le moins peuplé de l'île car longtemps soumis aux invasions barbaresques et fragmenté par un relief tourmenté qui rend les communications difficiles. Le Vicolais coïncide avec le territoire usuellement nommé Ouest Corse par les offices de tourisme.
La région s'articule autour de Vico, ancienne sous-préfecture située quasiment au centre de l'aire géographique.

### Territoire
Ses limites sont :
- au nord, depuis Punta Nera qui ferme avec Punta Palazzu, la baie d'Elbo dans la réserve naturelle de Scandola, jusqu'à la Punta Migliarello (2 254 m), voisine du Monte d'Oro au sud-est. La démarcation emprunte une ligne de crête, partant du littoral jusqu'au Capo alle Giargiole (2 105 m), qui sépare le Vicolais de la région de Calvi, puis une autre ligne de crête via le col de Vergio, la Cimatella et les flancs occidentaux du Monte Rotondo, cette ligne séparant le Vicolais du Niolo et de la vallée du Vecchio dans le Cortenais.
- au sud, une ligne de crête depuis la Punta Migliarello jusqu'à la Punta Peccuraggja (1 039 m), ensuite la rivière Cruzzini, enfin le Liamone définissent ses limites septentrionales jusqu'à la mer. Elle sépare la microrégion de la vallée de la Gravona et de la Cinarca
- à l'ouest, où alternent des plages de sable avec une longue côte rocheuse déchiquetée n'offrant que peu d'abris, la façade maritime est formée de deux golfes :
  - le golfe de Porto, délimité au nord par la remarquable presqu'île de Scandola au patrimoine mondial et au sud par le Capo Rosso ;
  - le golfe de Sagone, délimité par la Punta di Cargese au nord et le Capo di Feno au sud.

### Hydrologie
Le Vicolais comprend les bassins versants du Liamone, de la Liscia, du Porto et de l'ensemble de leurs affluents. Il s'étend des rivages des golfes de Sagone et de Porto jusqu'à la chaîne centrale, culminant à 2 425 mètres à proximité de la Maniccia.

### Accès

#### Accès routiers
Plusieurs voies permettent d'entrer dans le Vicolais, les principales étant :
- RD 81 (ex-RN 199 reliant Ajaccio à Calvi), qui dessert l'ensemble du littoral du Vicolais en longeant les golfes de Sagone et de Porto, depuis le col de San Bastiano (Calcatoggio) jusqu'au col de Palmarella (Osani) ;
- RD 70 puis RD 84 (ex-RN 195 reliant Vico à Corte), qui coupe la RD 81 à Sagone et escalade les cols de Sevi et de Vergio pour rallier le Cortenais.
- RD 84, qui coupe la RD 81 à Porto et intercepte la RD 70 à Évisa après avoir traversé les gorges de Spelunca.

La position centrale de Vico dans la région en fait un carrefour localement important, ouvert vers Sagone et le sud de l'île mais aussi vers Évisa et Corte via les cols de Sevi et de Vergio. C'est enfin un passage presque obligé pour accéder aux vallées enclavées de Guagno et du Cruzini.

#### Accès maritimes

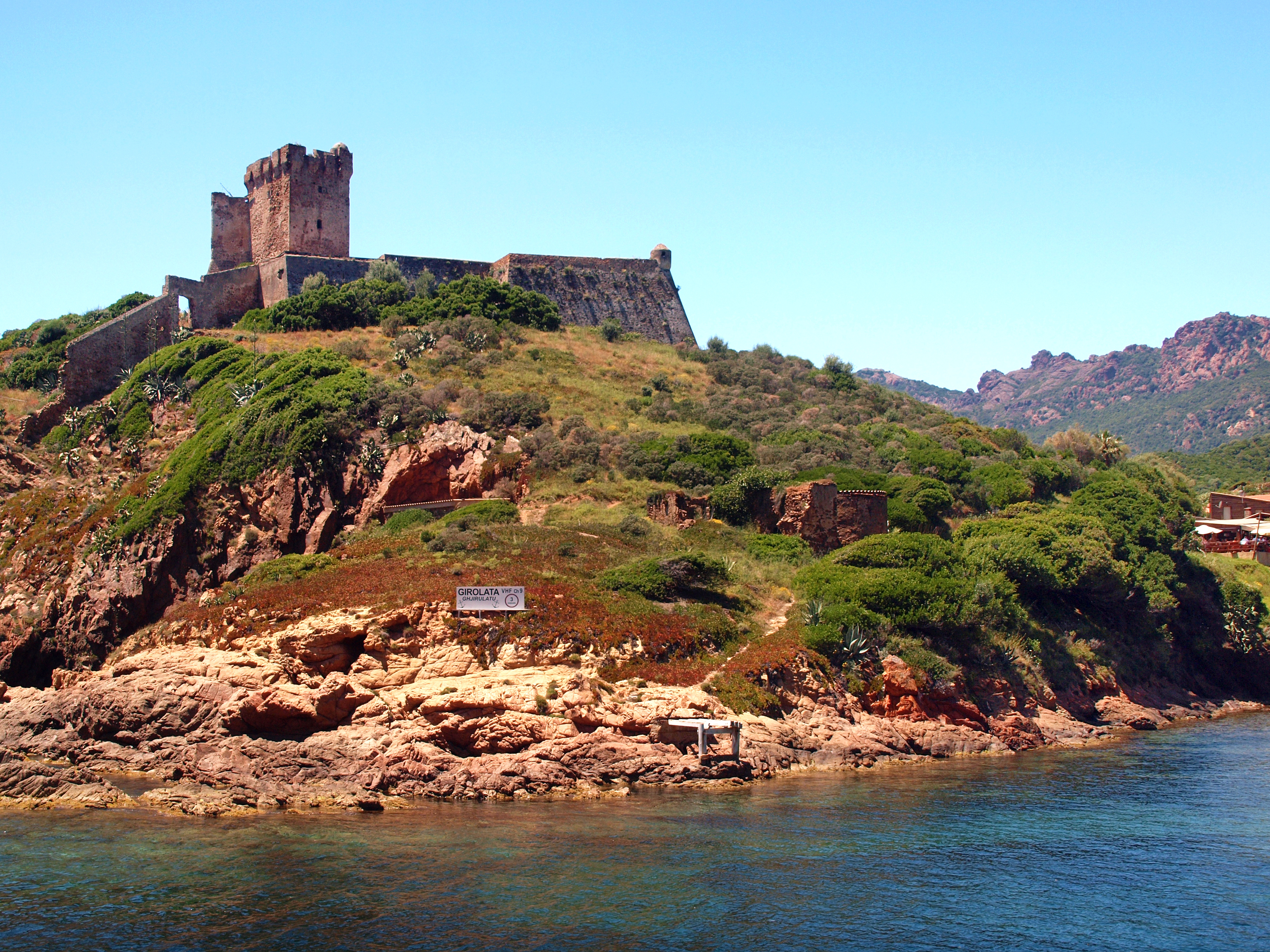
Fortin de Girolata

Le Vicolais ne dispose pas d'infrastructures portuaires ni aéroportuaires pour les voyageurs. Le port de commerce le plus proche est celui d'Ajaccio. Les aéroports les plus proches sont ceux de Calvi et d'Ajaccio.
Toutefois, l'accès maritime pour les visiteurs est possible par les marines de Sagone, Cargèse et Porto pour ce qui est de la petite plaisance, ainsi que le petit port de plaisance de Girolata où existe une capitainerie avec des mouillages organisés. En période estivale, et selon les conditions météorologiques, des bateaux-promenades relient ces petits ports depuis Calvi et Ajaccio, permettant de visiter la réserve naturelle de Scandola, le golfe de Porto et les calanques de Piana.

#### Accès pédestres
Le Vicolais est traversé par plusieurs sentiers de grande randonnée :
- GR 20 qui longe les confins montagneux du territoire et traverse la partie haute des communes d'Évisa, Cristinacce, Letia, Soccia, Orto, Guagno et Pastricciola ;
- Mare e Monti nord qui relie Calenzana à Cargèse ;
- Mare a Mare Nord au départ de Cargèse, qui franchit le col de Vergio et traverse la Haute-Corse jusqu'à Moriani-Plage.

## Composition

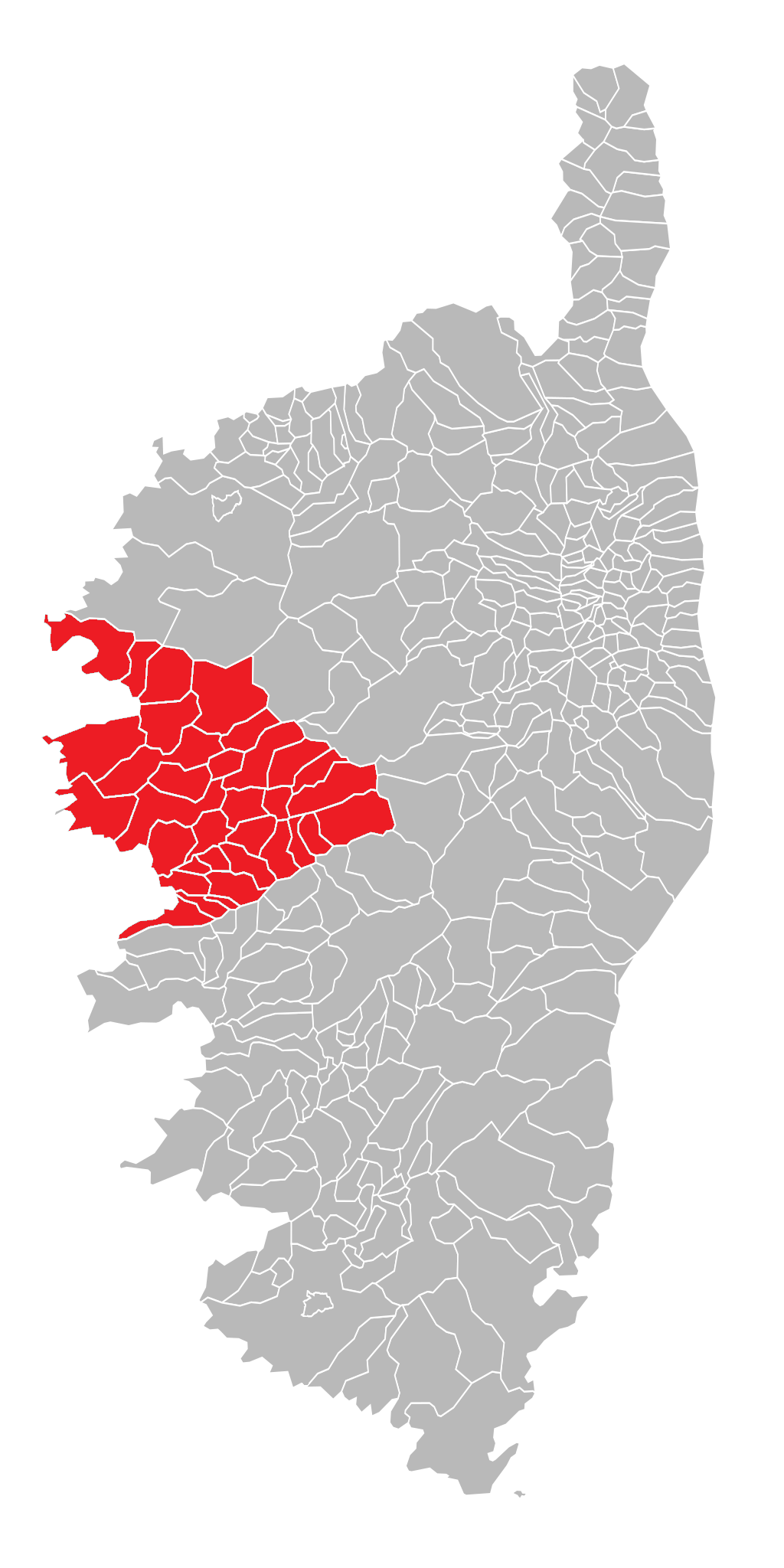
Carte des communes du Vicolais.

Le Vicolais, dans son acception large qui recouvre le territoire de l'ancienne province génoise de Vico et correspond à la partie méridionale de l'ancien diocèse de Sagone, comprend les anciennes pièves et communes actuelles suivantes :
| Piève      | Commune                                                                                                 |
| ---------- | --- |
| Cinarca    | Ambiegna ; Arro ; Calcatoggio ; Cannelle ; Casaglione ; Lopigna ; Sant'Andréa-d'Orcino ; Sari-d'Orcino. |
| Cruzini    | Azzana ; Pastricciola ; Rosazia ; Salice ; Scanafaghiaccia*.                                            |
| Sevidentro | Évisa ; Cristinacce ; Marignana.                                                                        |
| Sevinfuori | Cargèse ; Ota ; Piana.                                                                                  |
| Sia        | Osani ; Partinello ; Serriera.                                                                          |
| Sorroingiù | Apricciani* ; Arbori ; Balogna ; Coggia ; Letia ; Murzo ; Renno ; Vico.                                 |
| Sorroinsù  | Guagno ; Orto ; Poggiolo ; Soccia.                                                                      |

La commune d'Apricciani fut supprimée en 1852 et rattachée à celle de Vico. La commune de Scanafaghiaccia prit en 1921 son nom actuel de Rezza.

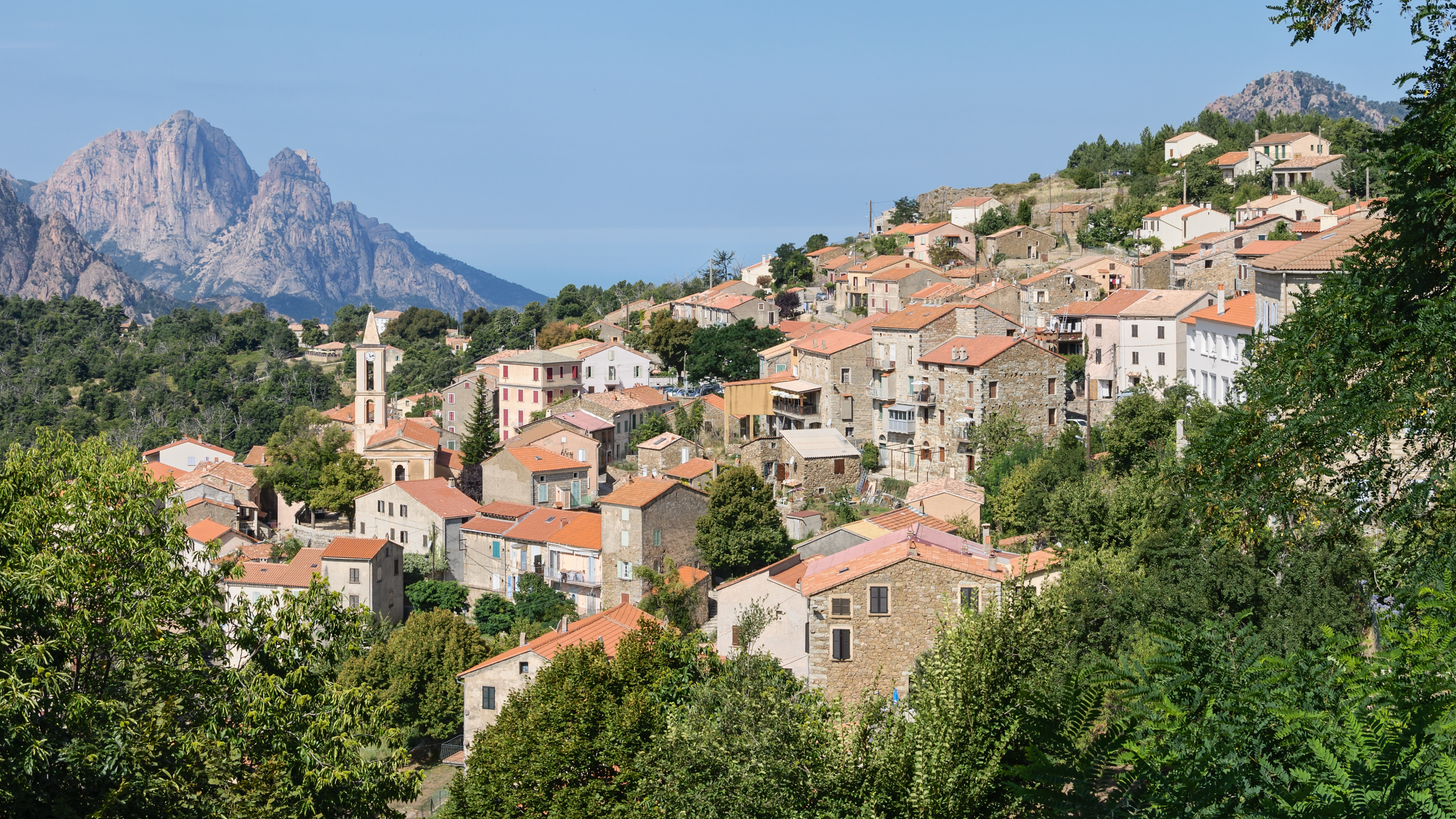
Évisa.
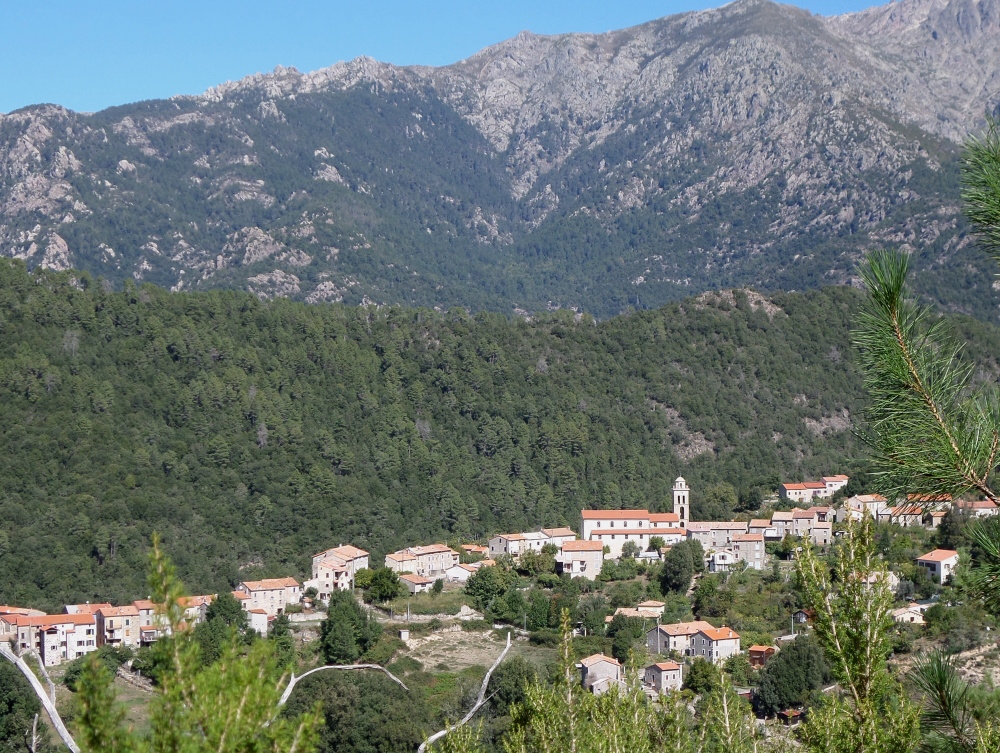
Guagno.
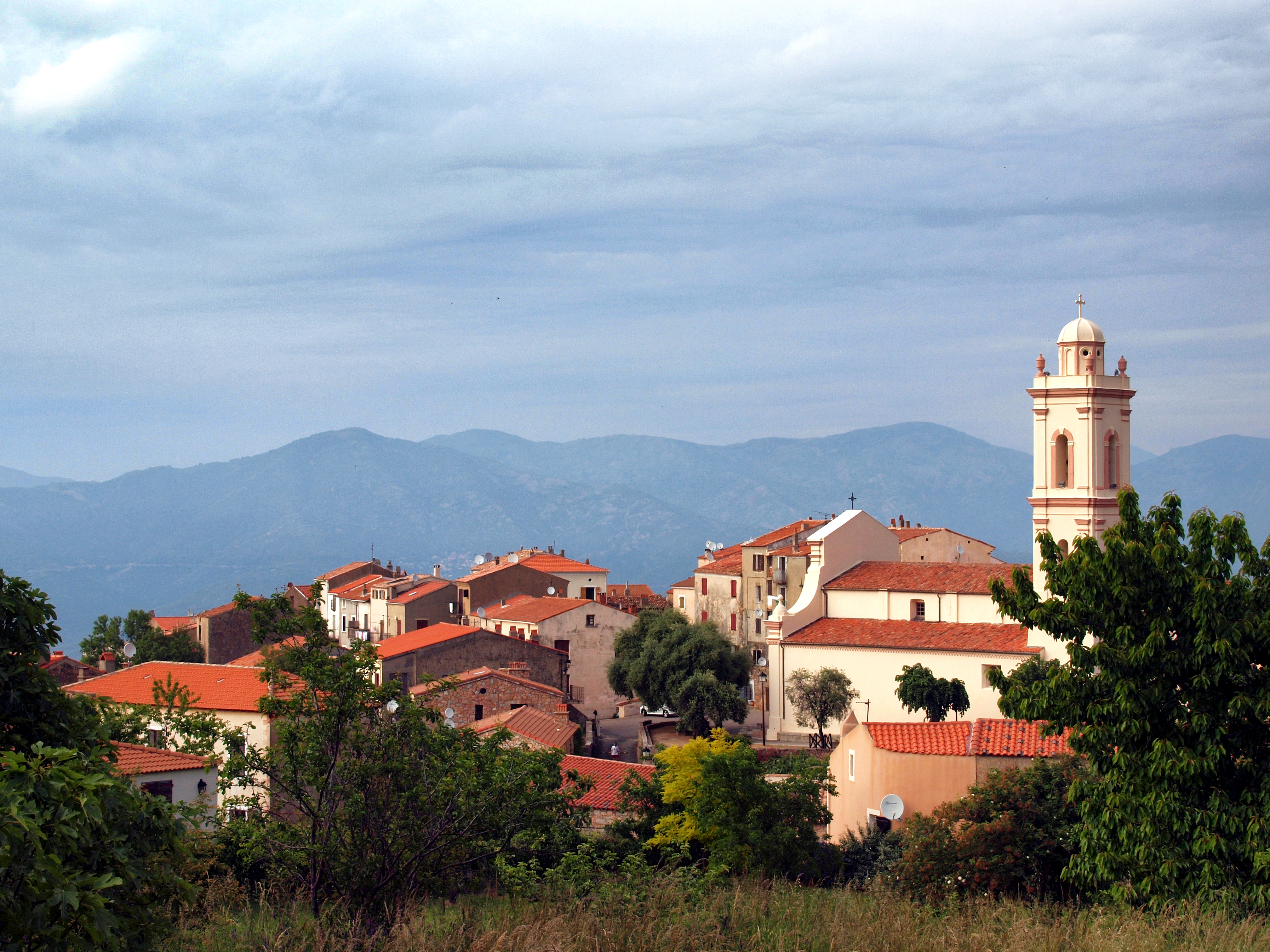
Piana.
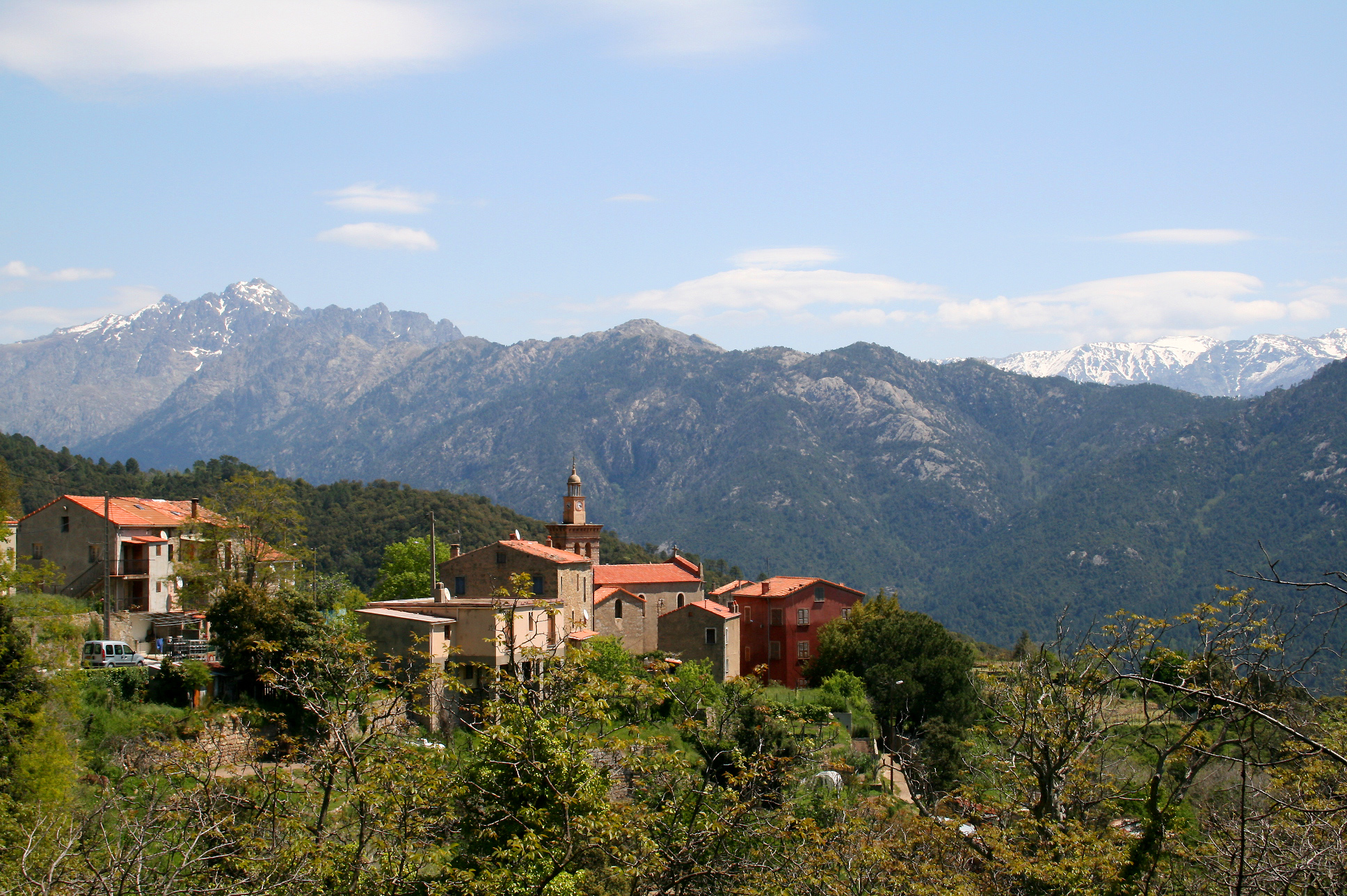
Salice.
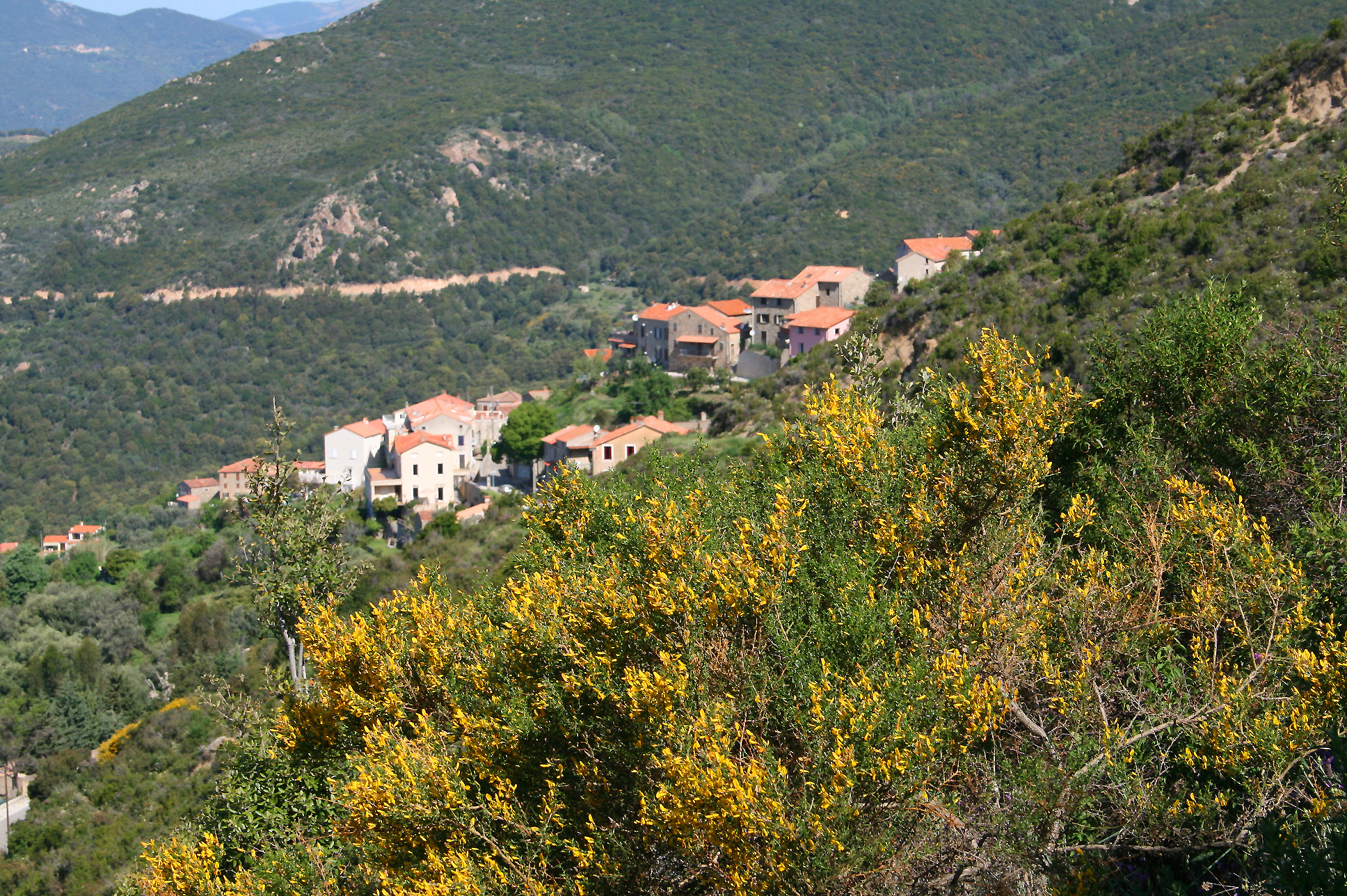
Sari-d'Orcino.
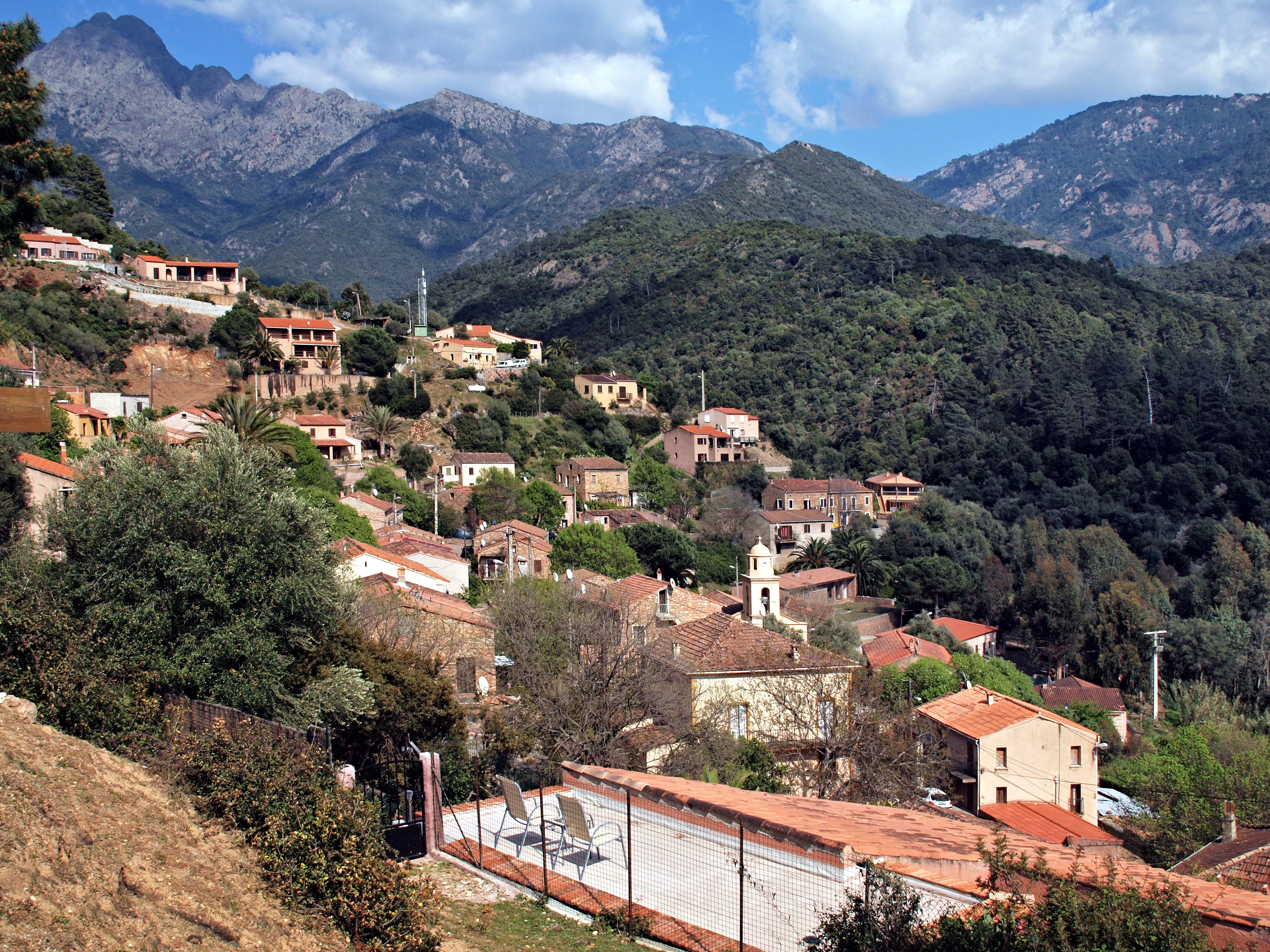
Serriera.

## Toponymie
Le Vicolais tient son nom du bourg de Vico. Il est appelé Viculacciu en corse (prononcé [biguˈlaʧːu]) et Vicolese en italien (prononcé /vikoˈlese/).

## Histoire

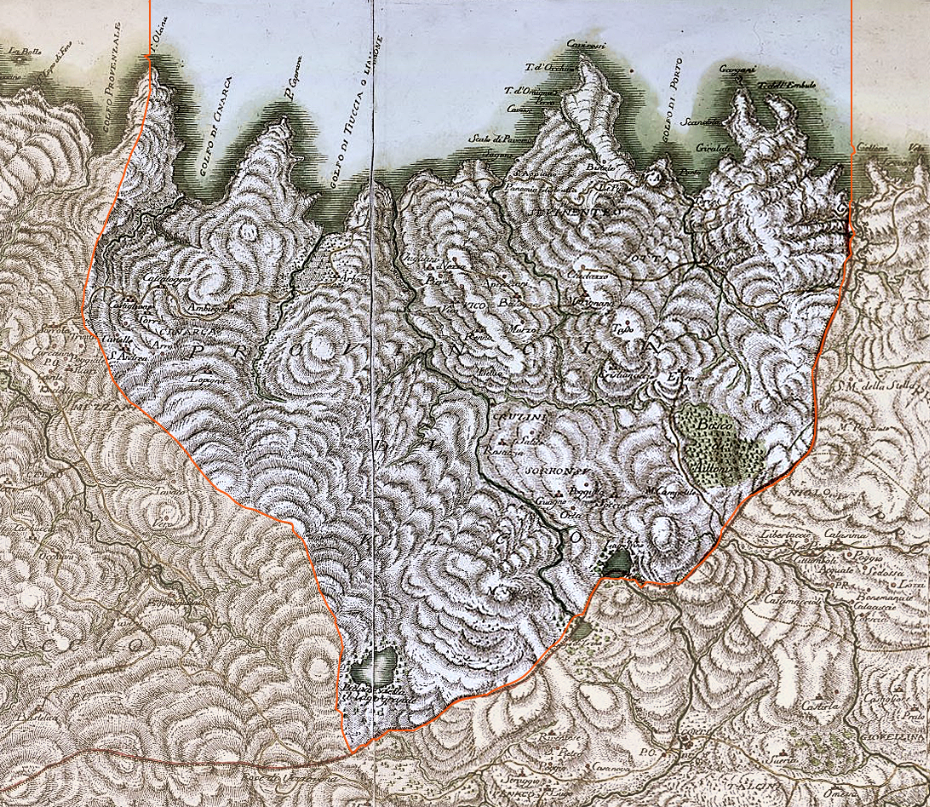
Province de Vico (1769)

Jusqu'au XVIIIe siècle, le Vicolais était un territoire désertifié en raison des guerres entre Gênes et les seigneurs féodaux, mais aussi à cause des incursions des pirates, Turcs ottomans et, plus localement à Paomia, des Corses contre la colonie grecque, à quoi il faut ajouter la malaria qui sévissait sur les côtes depuis deux siècles.
Durant la deuxième moitié du XVe siècle, la région est ravagée par Agostino Spinola lors de la guerre qu'il a menée contre les seigneurs de Leca. La plus grande partie des habitants s'étaient, à cette époque, retirés dans les pièves voisines.
« En 1460, après avoir vaincu les feudataires une nouvelle fois insurgés contre son autorité, la Banque de Saint-Georges ordonne le dépeuplement, parmi d'autres, des pièves de Sia et de Sevendentro, partisanes des seigneurs rebelles ».
Dès le XVIe siècle, cette partie du littoral de l'île est maintes fois « visitée » par les Barbaresques, alliés des Français, et qui avaient basé leur flotte dans l'anse d'Agnellu au nord du Cap Corse. Durant environ 3 siècles, les Barbaresques razzient les côtes, pillant, détruisant, tuant et enlevant des gens pour en faire des esclaves.

Gênes impose la construction de tours littorales aux frais des pièves et communautés. De nombreuses tours de guet et de défense sont construites sur tout le littoral. Le long des côtes du secteur, plus d'une dizaine de tours sont érigées, certaines ont entièrement disparu : tours de Foucolano et d'Imbuto, entre la tour de Galéria et celle d'Elbo (autrefois appelée tour de Loretta),.
En 1540, les Génois conduits par Zannetino Doria neveu d'Andrea Doria, capturent à Girolata, Dragut, amiral turc et l'un des corsaires les plus célèbres de l'Empire ottoman.
Sagone était le siège du diocèse éponyme. L'évêque qui résidait dans la cathédrale Sant'Appiano, construite au XIIe siècle sur les ruines d'une ancienne basilique du VIe siècle, quitte Sagone en 1576 pour se réfugier à Calvi à cause des invasions barbaresques.

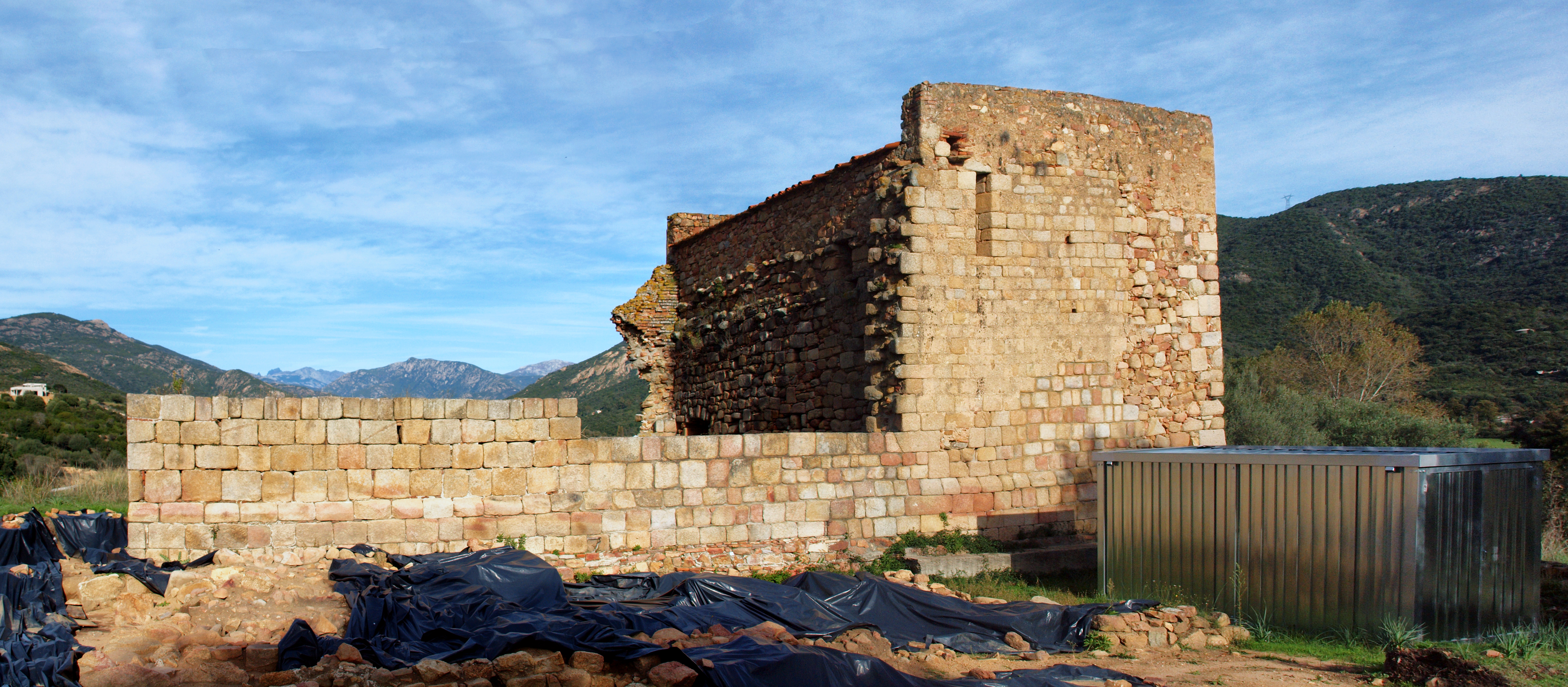
Ancienne cathédrale Sant'Appiano (Sagone)
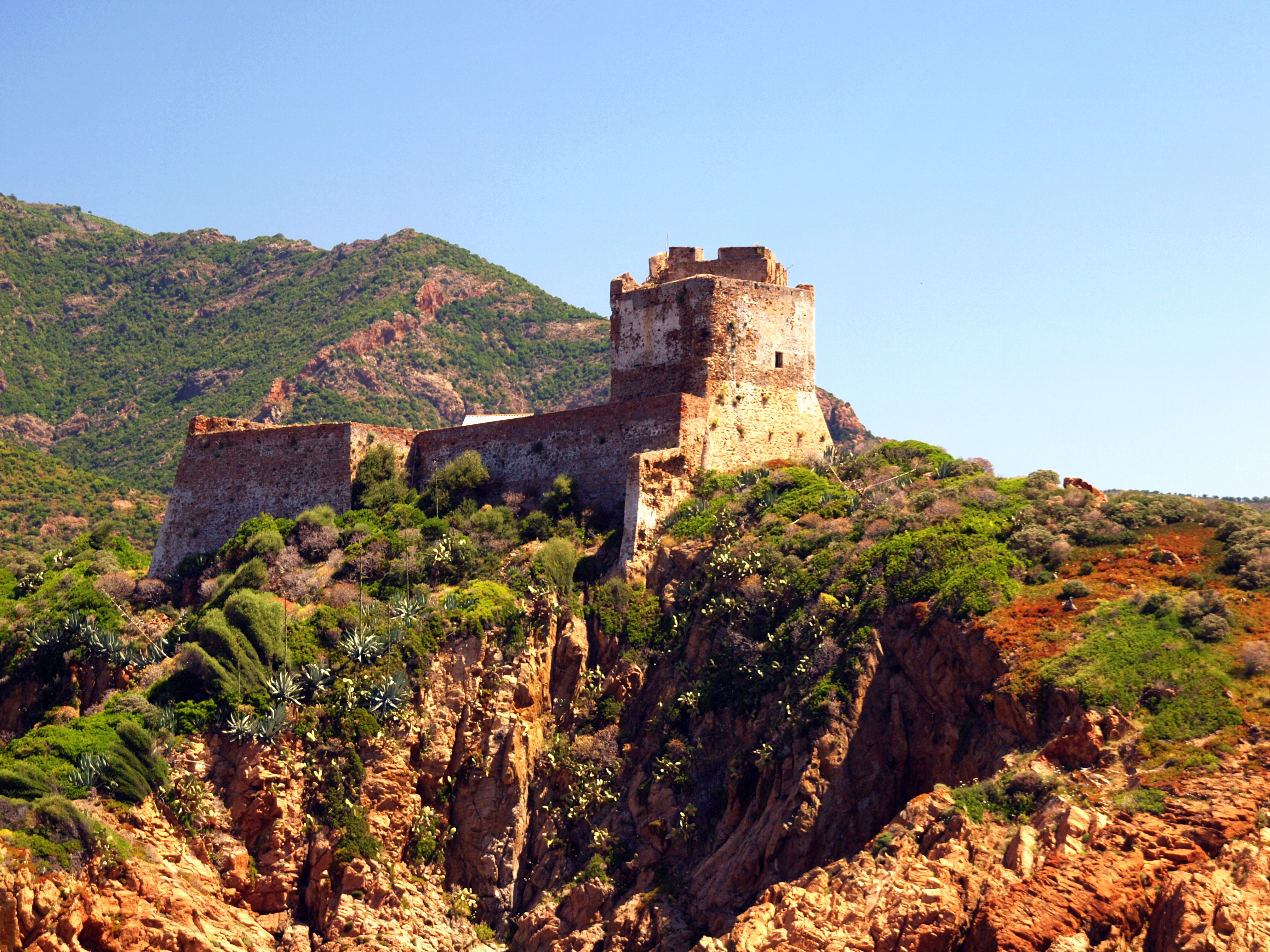
Fortin de Girolata (Osani)
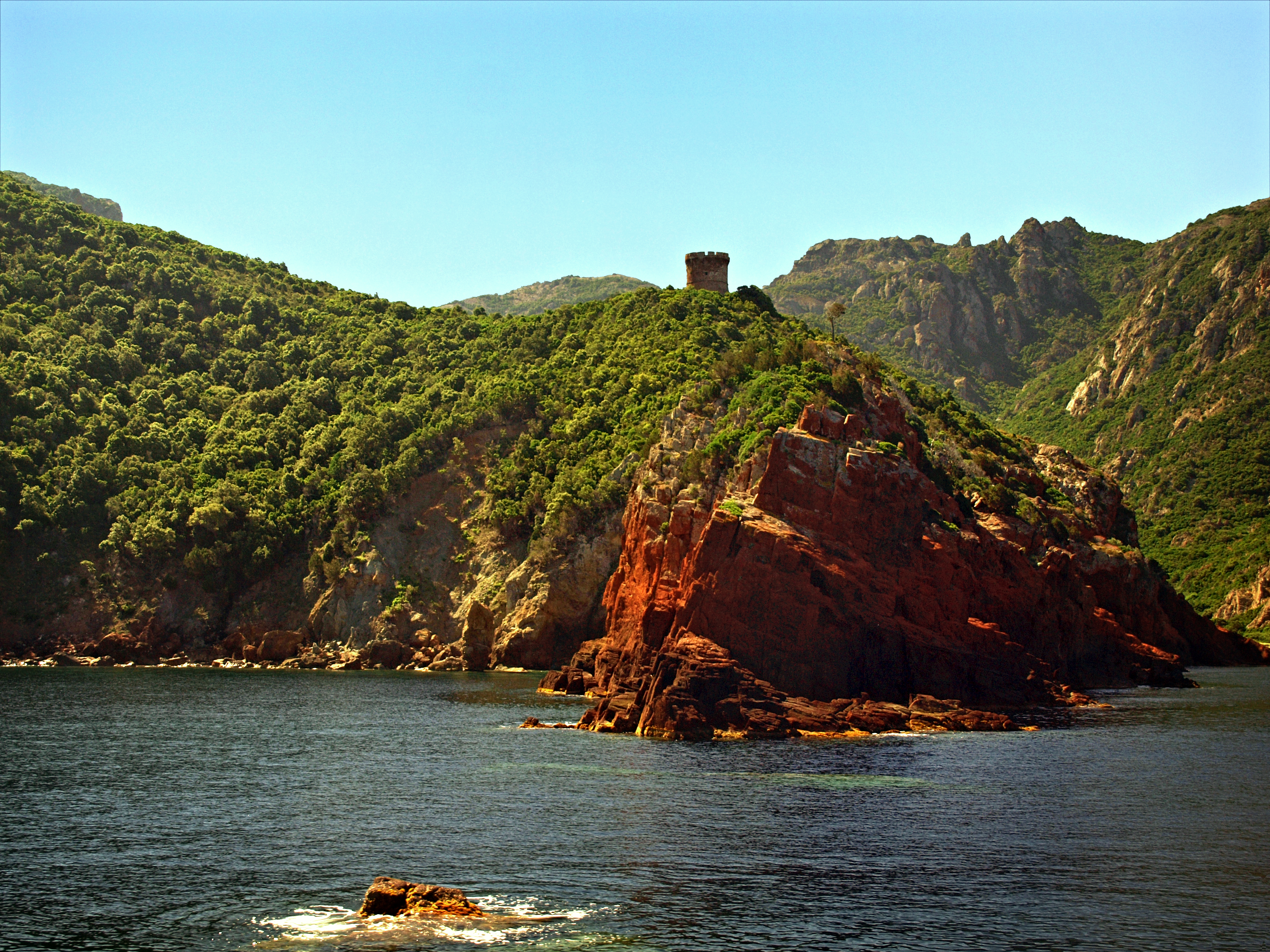
Tour d'Elbo (Osani)
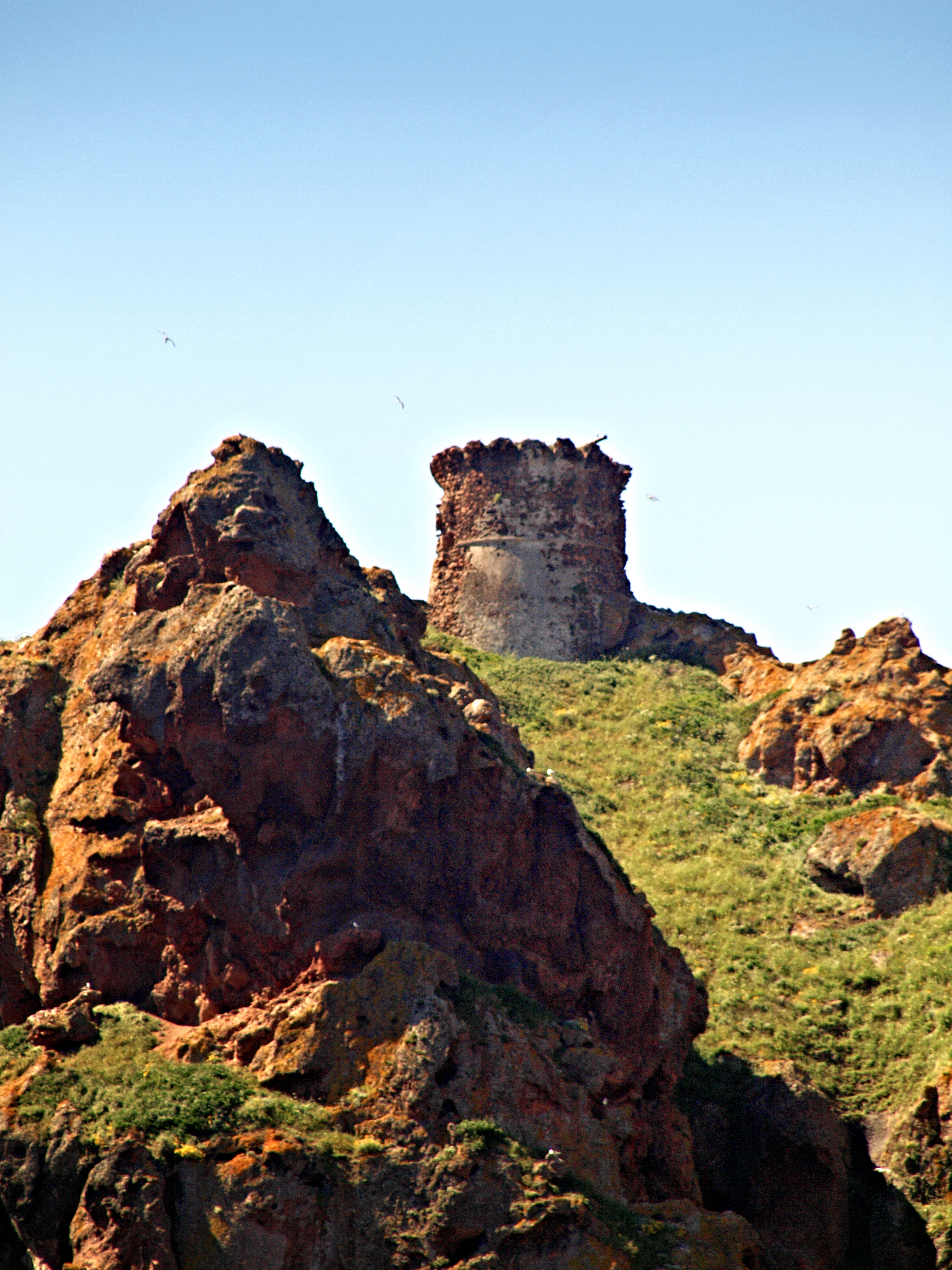
Tour de Gargalo (Osani)
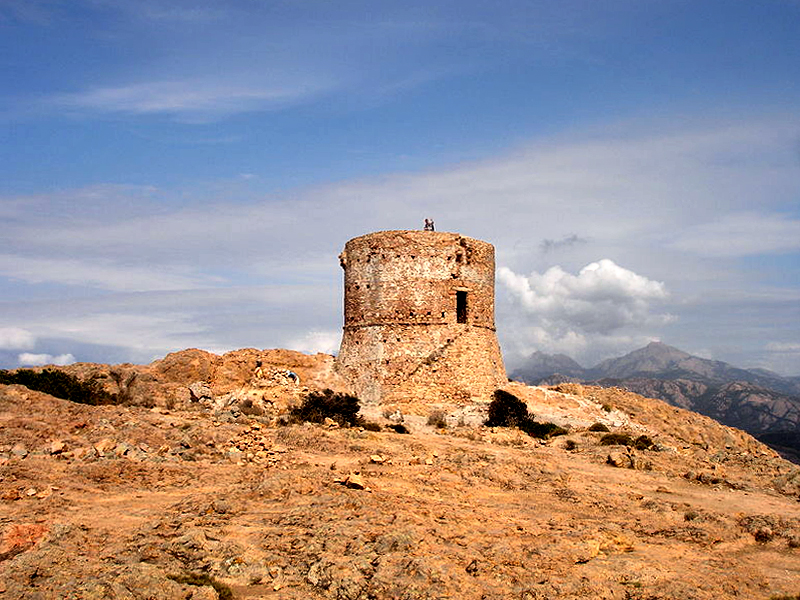
Tour de Turghio (Piana)
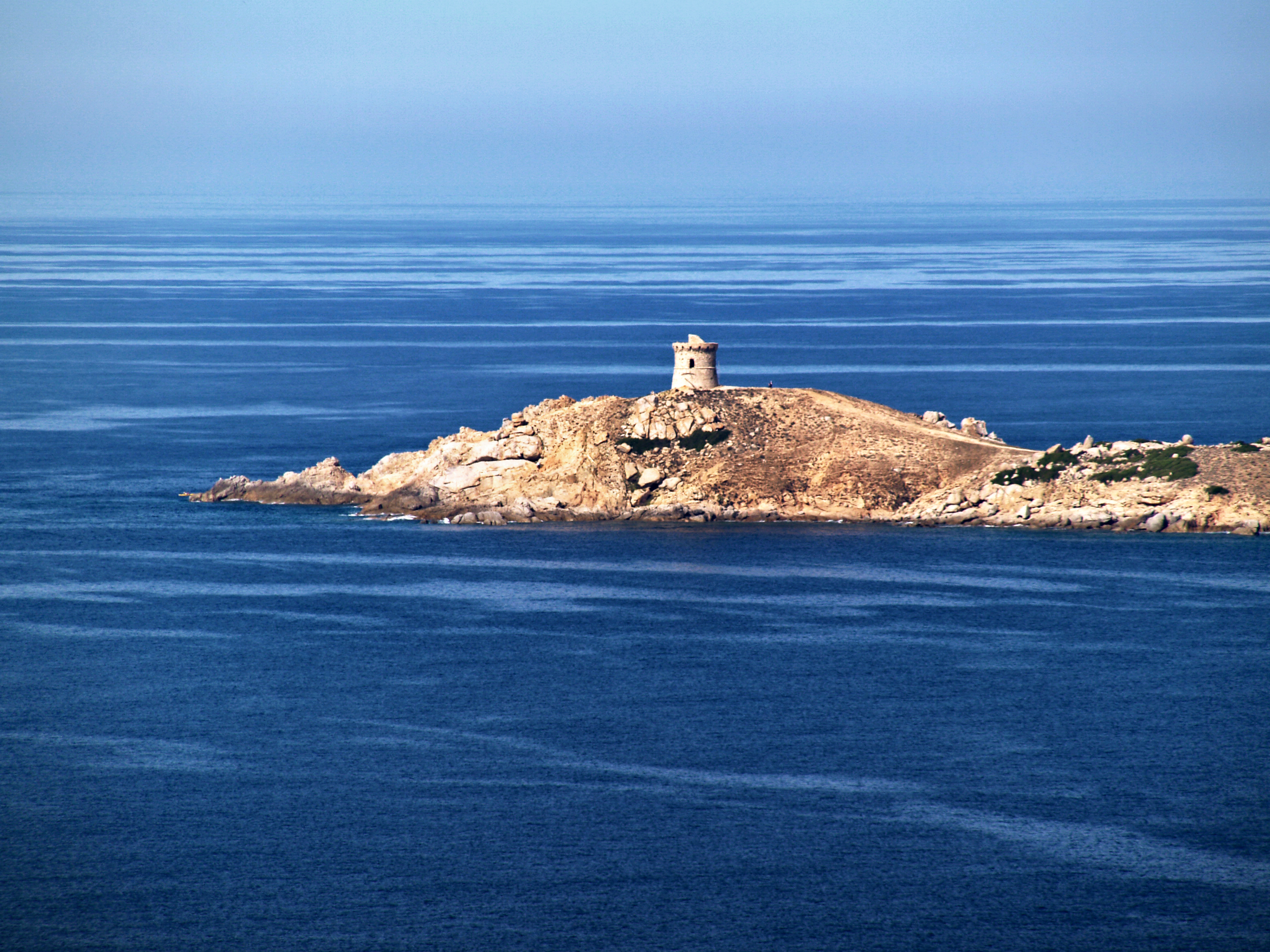
Tour d'Omigna (Cargèse)
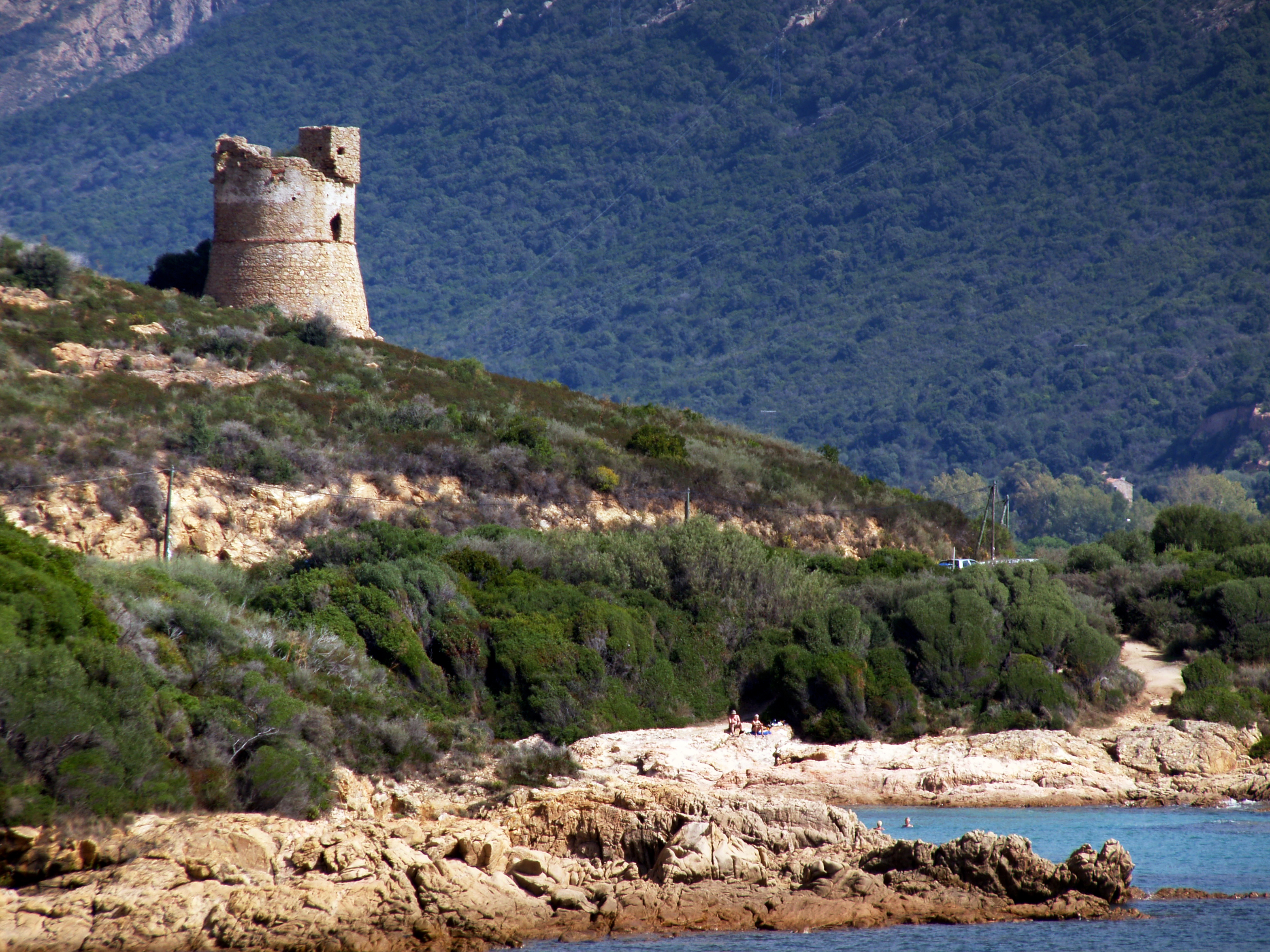
Tour de Sagone (Sagone)

En 1676 près de 800 immigrés grecs s'installent à Paomia, dans la piève éponyme que la république de Gênes leur a accordée.
Lorsque la grande insurrection contre Gènes éclata en 1729, le peuple corse entier des deux côtés des monts s'unit. Les gens de Vico sommèrent les Grecs de se joindre à eux. Mais les Grecs n'avaient eu qu'à se louer de leurs bienfaiteurs et refusèrent de les trahir. 

« Alors Vicolais et Niolins envahirent Paomia et, malgré une vive résistance à la tour d'Ormigna, ils désarmèrent les habitants (avril 1731). La ville fut saccagée et les champs dévastés. Mais les Corses laissèrent aux habitants la vie sauve. Ils ne voulaient que détruire l'œuvre des Génois. »

— Colonna de Cesari-Rocca - Histoire de Corse chap. XIV p. 151
.
L'essentiel de son territoire représente l'ancienne province ou juridiction de Vico qui, avant le passage de la Corse sous administration française, était composé des pièves de :
- Sevidentro et Sevinfuori, devenus respectivement cantons d’Évisa (incluant les communes d'Osani, Partinello et Serriera créées au milieu du XIXe siècle et issues de l'ancienne piève de Sia) et de Piana jusqu'en 1973 avant de devenir le canton des Deux-Sevi ;
- Sorroinsù et Sorroingiù, devenus respectivement cantons de Soccia et de Vico jusqu'en 1973 avant de devenir le canton des Deux-Sorru ;
- Cruzini et Cinarca, devenus respectivement cantons de Salice et de Sari-d'Orcino jusqu'en 1973 avant de devenir le canton de Cruzini-Cinarca .

Depuis le remaniement de 2015, l'ensemble des cantons précités ont fusionné pour former l'actuel canton de Sevi-Sorru-Cinarca.

## Économie

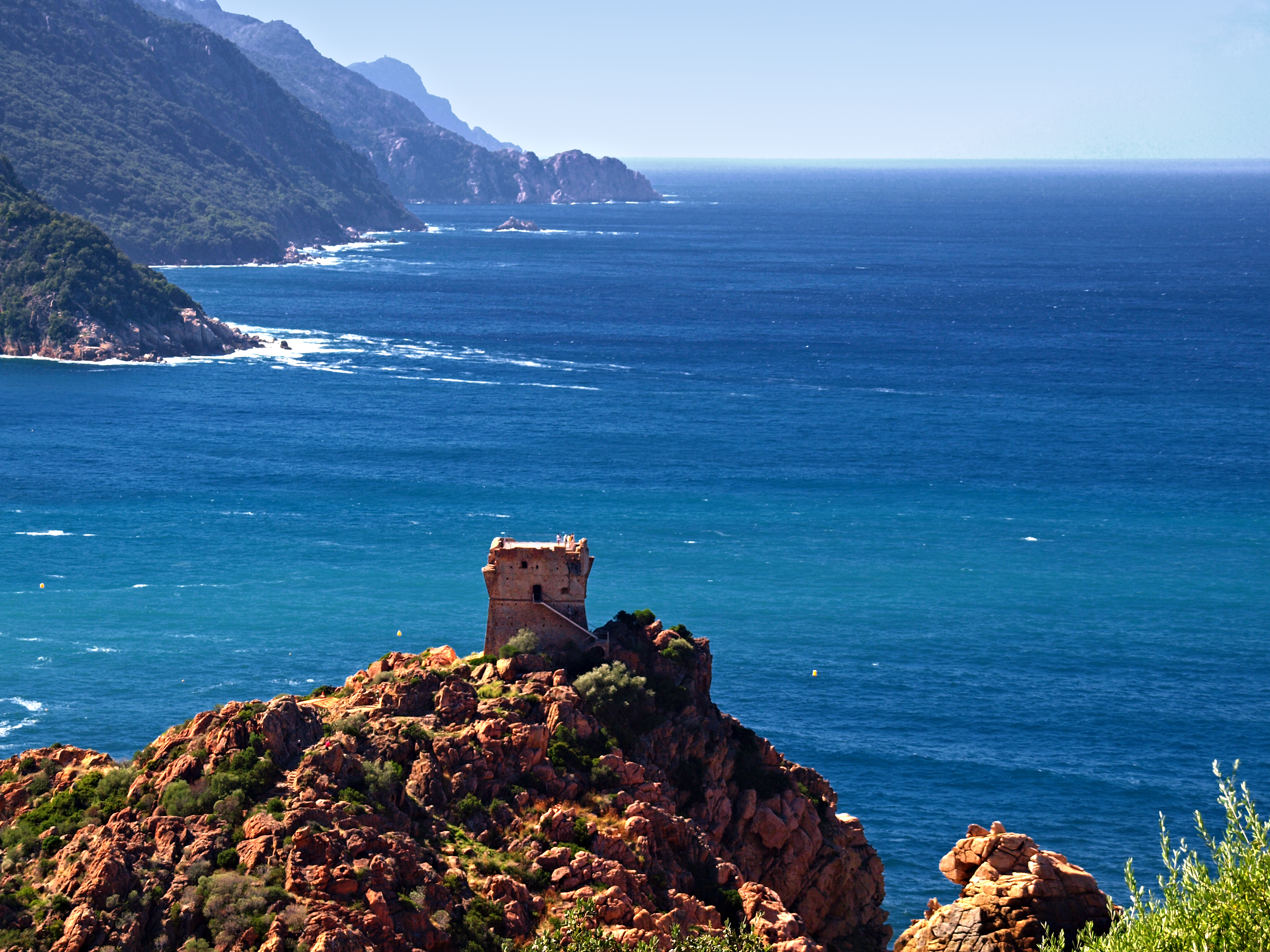
Tour génoise de Porto

Disposant des sites remarquables du golfe de Porto (calanques de Piana, golfe de Girolata, Scandola), son principal atout au patrimoine mondial de l'UNESCO, de Piana l'un des « plus beaux villages de France », le territoire tire ses ressources principalement des activités liées au tourisme : promenade en mer, visite des sites protégés, pêche en mer, plongée, nautisme, etc., qui se développent sur le bord de mer.
L'intérieur vit encore à l'heure du pastoralisme, de l'exploitation de la châtaigneraie et d'un peu d'artisanat. L'apiculture y est fort développée. Une foire rurale du miel U mele in festa, se déroule chaque weekend de fin septembre au village de Murzo.